# Perschling
Perschling (seit dem 1. Dezember 2015, davor Weißenkirchen an der Perschling) ist eine Gemeinde mit 1564 Einwohnern (Stand 1. Jänner 2025) im Bezirk St. Pölten in Niederösterreich.

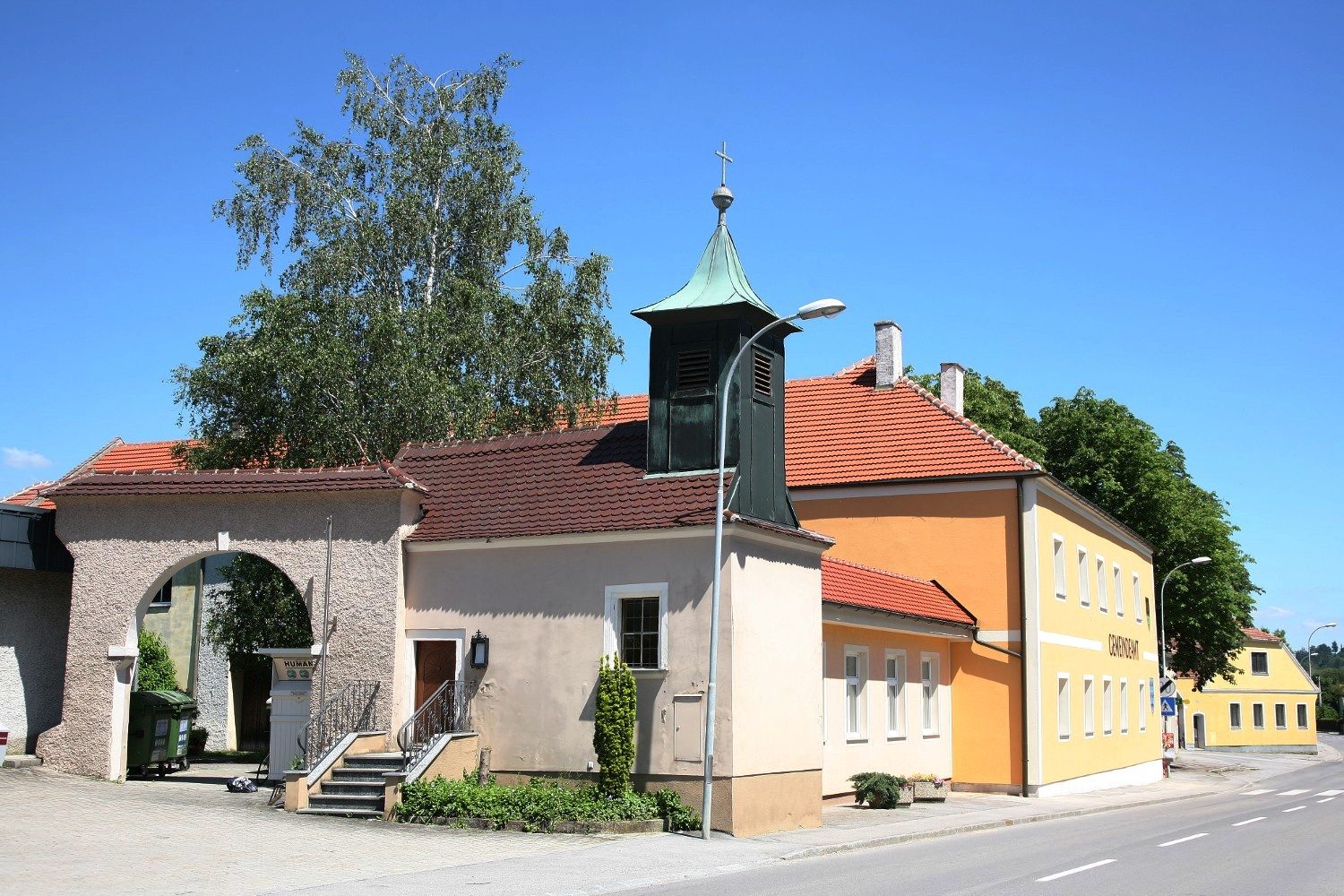
Ortszentrum mit Gemeindeamt.

## Geografie
Perschling liegt im Mostviertel in Niederösterreich, Weinbaugebiet Traisental. Die Gemeinde liegt im Tal der Perschling, die in rund 200 Meter Seehöhe nach Osten fließt. Nach Norden steigt das Land auf 292 Meter im Seelackenberg an, im Süden erreichen die bewaldeten Hügel des Frauenberges 378 Meter. Die Fläche der Gemeinde umfasst 23,8 Quadratkilometer. Davon sind mehr als siebzig Prozent landwirtschaftliche Nutzfläche und siebzehn Prozent sind bewaldet.

### Gemeindegliederung
Das Gemeindegebiet umfasst folgende 10 Ortschaften (in Klammern Einwohnerzahl Stand 1. Jänner 2025):
- Grunddorf (31)
- Gunnersdorf (54)
- Haselbach (68)
- Langmannersdorf (367)
- Murstetten (320)
- Obermoos (12)
- Perschling (292)
- Weißenkirchen an der Perschling (356)
- Wieselbruck (18)
- Winkling (46)

### Nachbargemeinden
| Herzogenburg  | Sitzenberg-Reidling (TU)                    | Atzenbrugg (TU) |
| Kapelln       | Kompassrose, die auf Nachbargemeinden zeigt | Würmla (TU)     |
| Böheimkirchen | Kirchstetten                                | Neulengbach     |

## Geschichte
Einen von Menschen wiederholt aufgesuchten Lagerplatz mit Tierresten und Steingeräten aus der Steinzeit (Paläolithikum) fand man Anfang des 20. Jahrhunderts in der Ortschaft Langmannersdorf.
Auch wird angenommen, dass das Piro torto (lateinischer Ortsname auf der Tabula Peutingeriana) eine römische Straßenstation bei Perschling bezeichnet.
Der Ort Perschling selbst wurde vermutlich als eine fränkische Kolonie in der Zeit Karls des Großen in der Wende vom 8. zum 9. Jahrhundert gegründet. Die erste urkundliche Erwähnung von Perschling erfolgte in einer Traditionsnotiz des Jahres 834. Hierin schenkt Graf Wilhelm seinen Besitz in Bersnicha (Perschling) dem Kloster Emmeram in Regensburg, falls er kinderlos bleibt. Die Schreibweise hat sich im Lauf der Zeit mehrfach geändert: 893: Persnicha (Fluss), 1108/1116: Persnich (Fluss), 1187: Bersnich, 1303/1306: Persnich, 1475: Persing, 1591: Perschling.
Die erste Kapelle ist für 1040 in Weizzenkirchen (Weissenkirchen) bekannt. Sie war Teil der Pfarre Kapelln und gehörte somit zur Diözese Passau. Die Kirche wurde am 21. April 1269 von Bischof Petrus von Passau den Heiligen Simon und Judas Thaddäus geweiht. Eine eigenständige Pfarrkirche für die Orte Weißenkirchen, Unterkilling, Langmannersdorf, Perschling, Wieselbruck, Grunddorf und Haselbach wurde sie 1783. Im Jahr 1850 schlossen sich diese Orte mit Ausnahme von Unterkilling zur Gemeinde Weißenkirchen zusammen.
Eine weitere Filialkirche von Kapelln ist für Murstetten 1180 belegt. Schon im Jahr 1200 wurde sie selbständige Pfarrkirche.
Die Geschichte von Murstetten ist eng mit der Goldburg verbunden. Diese wurde um 1140 für die Herren von Murstetten errichtet und 1180 als Eigentum von Henricus de Muristetin erstmals urkundlich erwähnt. Sie wurde 1529 und 1683 in den Türkenkriegen schwer beschädigt, aber wieder aufgebaut und 1706 von Johann Bernhard Fischer von Erlach für Graf Gundacker von Althan als hochbarockes Prunkwasserschloss ausgebaut. Bei Festen darin nahmen auch Kaiserin Maria Theresia und Kaiser Josef II. teil. Im Jahr 1809 wurde das Schloss durch französische Besatzer in Brand gesteckt und zerstört. Es wurde danach nicht wieder aufgebaut. Die Ruinen sind bis heute im Besitz der Familie Althan.

### Die ehemalige Post- und Pferdewechselstation in Perschling
Seit dem 16. Jahrhundert war Perschling eine wichtige Post- und Pferdewechselstation, was für die Gemeinde von großer Bedeutung war. An der heutigen Stelle war das dreiflügelige Gebäude in der zweiten Hälfte des 18. Jahrhunderts eingerichtet. Die barocke Statuen, die bei dem Haupteingang und im Innenhof stehen, wurden um 1830 vom zerstörten Schloss Goldburg in Murstetten übertragen. Nach dem Bau der Westbahn verlor die Poststraße und somit auch diese Station immer mehr an Bedeutung, deshalb steht dieses einzigartiges und für Perschling symbolisches Postgebäude schon seit vielen Jahrzehnten leer und verfällt.

### Einwohnerentwicklung
| Perschling: Einwohnerzahlen von 1869 bis 2025       | Perschling: Einwohnerzahlen von 1869 bis 2025 | Perschling: Einwohnerzahlen von 1869 bis 2025 | Perschling: Einwohnerzahlen von 1869 bis 2025 | Perschling: Einwohnerzahlen von 1869 bis 2025 |
| --------------------------------------------------- | --------------------------------------------- | --------------------------------------------- | --------------------------------------------- | --------------------------------------------- |
| Jahr                                                |                                               |                                               |                                               | Einwohner                                     |
| 1869                                                | 1869                                          |                                               | 1.717                                         | 1.717                                         |
| 1880                                                | 1880                                          |                                               | 1.799                                         | 1.799                                         |
| 1890                                                | 1890                                          |                                               | 1.671                                         | 1.671                                         |
| 1900                                                | 1900                                          |                                               | 1.514                                         | 1.514                                         |
| 1910                                                | 1910                                          |                                               | 1.521                                         | 1.521                                         |
| 1923                                                | 1923                                          |                                               | 1.575                                         | 1.575                                         |
| 1934                                                | 1934                                          |                                               | 1.398                                         | 1.398                                         |
| 1939                                                | 1939                                          |                                               | 1.291                                         | 1.291                                         |
| 1951                                                | 1951                                          |                                               | 1.243                                         | 1.243                                         |
| 1961                                                | 1961                                          |                                               | 1.172                                         | 1.172                                         |
| 1971                                                | 1971                                          |                                               | 1.228                                         | 1.228                                         |
| 1981                                                | 1981                                          |                                               | 1.170                                         | 1.170                                         |
| 1991                                                | 1991                                          |                                               | 1.296                                         | 1.296                                         |
| 2001                                                | 2001                                          |                                               | 1.331                                         | 1.331                                         |
| 2011                                                | 2011                                          |                                               | 1.315                                         | 1.315                                         |
| 2021                                                | 2021                                          |                                               | 1.443                                         | 1.443                                         |
| 2025                                                | 2025                                          |                                               | 1.564                                         | 1.564                                         |
| Quelle(n): Statistik Austria, Gebietsstand 1.1.2021 |                                               |                                               |                                               |                                               |

## Kultur und Sehenswürdigkeiten

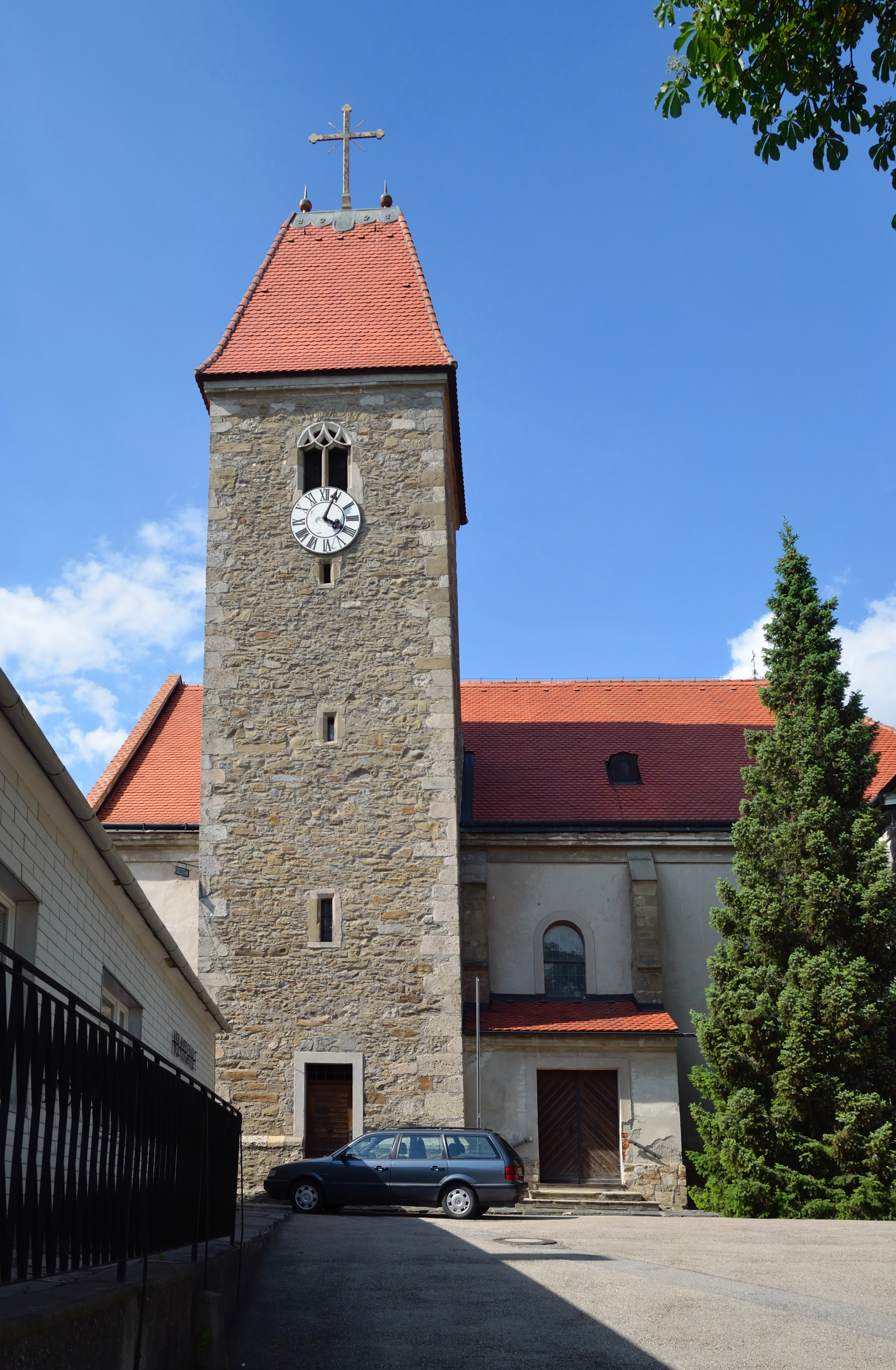
Pfarrkirche Weißenkirchen an der Perschling

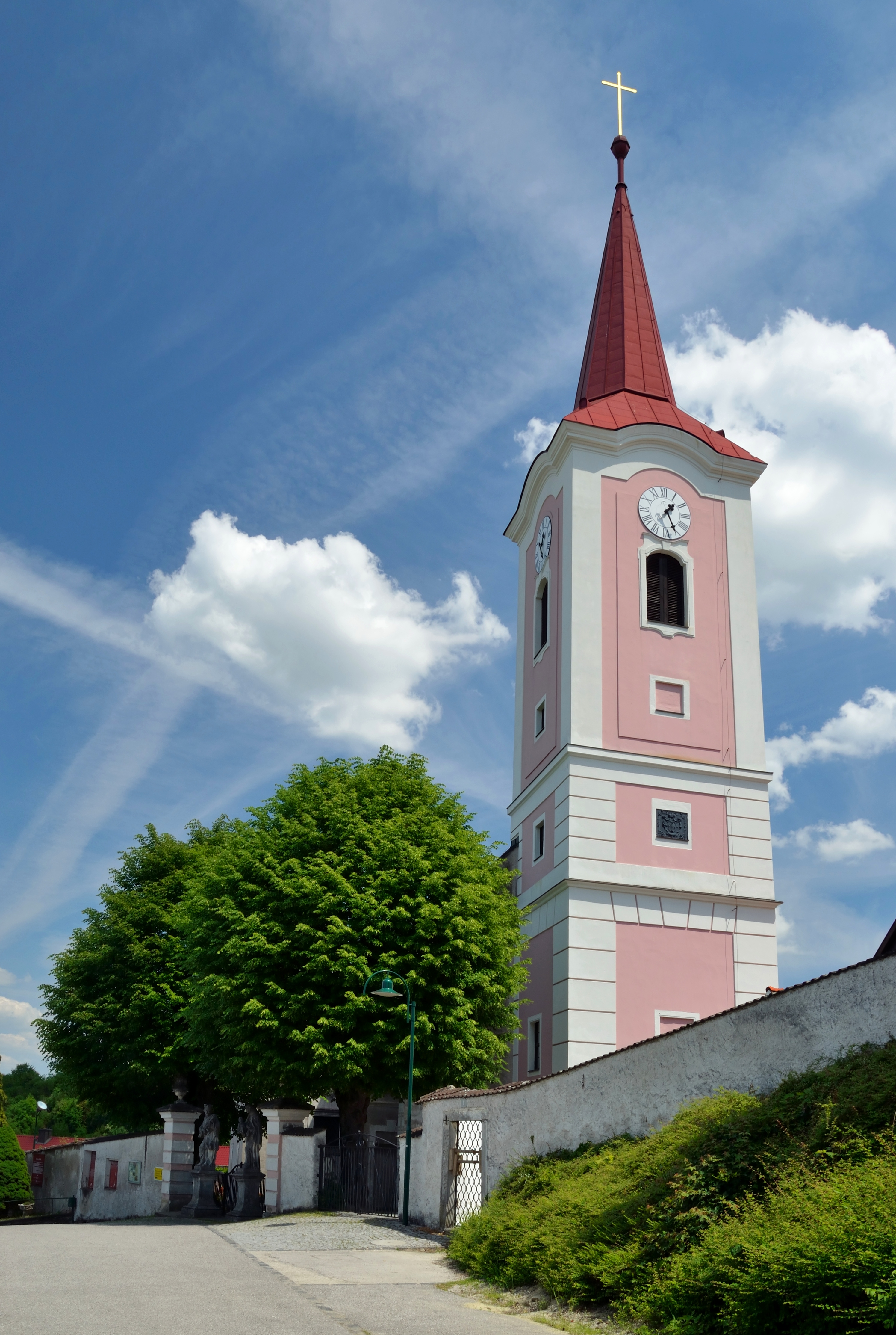
Pfarrkirche Murstetten

- Katholische Pfarrkirche Weißenkirchen an der Perschling hll. Simon Zelotes und Judas Thaddäus
- Katholische Pfarrkirche Murstetten Verklärung Christi
- Katholische Filialkirche Perschling-Haselbach hl. Laurentius
- Goldburg, Murstetten
- Heimatmuseum im Gemeindehaus Perschling

## Wirtschaft und Infrastruktur
Seit dem 16. Jahrhundert existierte in Perschling eine Post- und Pferdewechselstation, die früher für die Gemeinde von großer Bedeutung war. An der heutigen Stelle, in der Thalheimer Straße 2, wurde das große, eingeschoßige Gebäude in der zweiten Hälfte des 18. Jahrhunderts errichtet.

### Wirtschaftssektoren
Von den 70 landwirtschaftlichen Betrieben des Jahres 2010 wurden 39 im Haupt- und 31 im Nebenerwerb geführt. Im Produktionssektor waren die Hälfte der Erwerbstätigen in der Bauwirtschaft tätig, etwas mehr als ein Viertel im Bereich Wasserver- und Abfallentsorgung und zehn Personen in der Warenherstellung. Die größten Arbeitgeber im Dienstleistungssektor waren die Bereiche Handel (65), soziale und öffentliche Dienste (37) und freiberufliche Tätigkeiten (30 Mitarbeiter).
| Wirtschaftssektor            | Anzahl Betriebe | Anzahl Betriebe | Erwerbstätige | Erwerbstätige |
| Wirtschaftssektor            | 2011            | 2001            | 2011          | 2001          |
| ---------------------------- | --------------- | --------------- | ------------- | ------------- |
| Land- und Forstwirtschaft 1) | 70              | 85              | 70            | 90            |
| Produktion                   | 17              | 11              | 46            | 65            |
| Dienstleistung               | 101             | 43              | 165           | 115           |

1) Betriebe mit Fläche in den Jahren 2010 und 1999
| Im Jahr 2011 lebten 660 Erwerbstätige in Perschling. Davon arbeiteten 180 in der Gemeinde, beinahe drei Viertel pendelten aus. - Eisenbahn: Die Neue Westbahn quert das Gemeindegebiet. Der nächste Bahnhof ist zwanzig Kilometer entfernt in St. Pölten. - Straße: Die wichtigste Straßenverbindung ist die Wiener Straße B1. | Die zur Anzeige dieser Grafik verwendete Erweiterung wurde dauerhaft deaktiviert. Wir arbeiten aktuell daran, diese und weitere betroffene Grafiken auf ein neues Format umzustellen. (Mehr dazu) |

### Bildung
In Perschling befindet sich ein Kindergarten und eine Volksschule.

### Vereine
- Weißenkirchner Stubenmusik (Ensemble bestehend aus 2 Violinen, Tenorflöte, Klarinette, Gitarre, Kontrabass)
- Vokalensemble Klangbogen (Gemischter Chor, vormals „Weißenkirchner Sängerrunde“)
- Chor und Orchester der Pfarre Weißenkirchen
- Musikschule NÖ. Mitte
- Trachtenmusikkapelle Murstetten
- Perschlingtaler Dorfmusik
- Landjugend Weißenkirchen

## Politik

### Gemeinderat
Im Gemeinderat gibt es nach der Gemeinderatswahl 2025 bei insgesamt 19 Sitzen folgende Mandatsverteilung:
| Partei                           | 2025    | 2025    | 2020  | 2020    | 2015  | 2015    | 2010 1) | 2010 1) | 2005 1) | 2005 1) |
| Partei                           | Prozent | Mandate | %     | Mandate | %     | Mandate | %       | Mandate | %       | Mandate |
| -------------------------------- | ------- | ------- | ----- | ------- | ----- | ------- | ------- | ------- | ------- | ------- |
| ÖVP                              | 67,53   | 14      | 71,54 | 14      | 67,88 | 14      | 73,22   | 15      | 54,07   | 11      |
| FPÖ                              | 28,48   | 5       | 20,41 | 4       | 22,78 | 4       | 8,04    | 1       | 13,01   | 2       |
| SPÖ                              | 3,99    | 0       | 8,06  | 1       | 9,34  | 1       | 8,66    | 1       | 15,61   | 3       |
| Liste Lebenswertes Perschlingtal | –       | –       | –     | –       | –     | –       | 10,08   | 2       | 17,31   | 3       |

1) Der Gemeindename war Weißenkirchen an der Perschling.

### Bürgermeister
Bürgermeister der Gemeinde ist Daniel Weis. Amtsleiterin Andrea Gräll.